# آنسمینگه

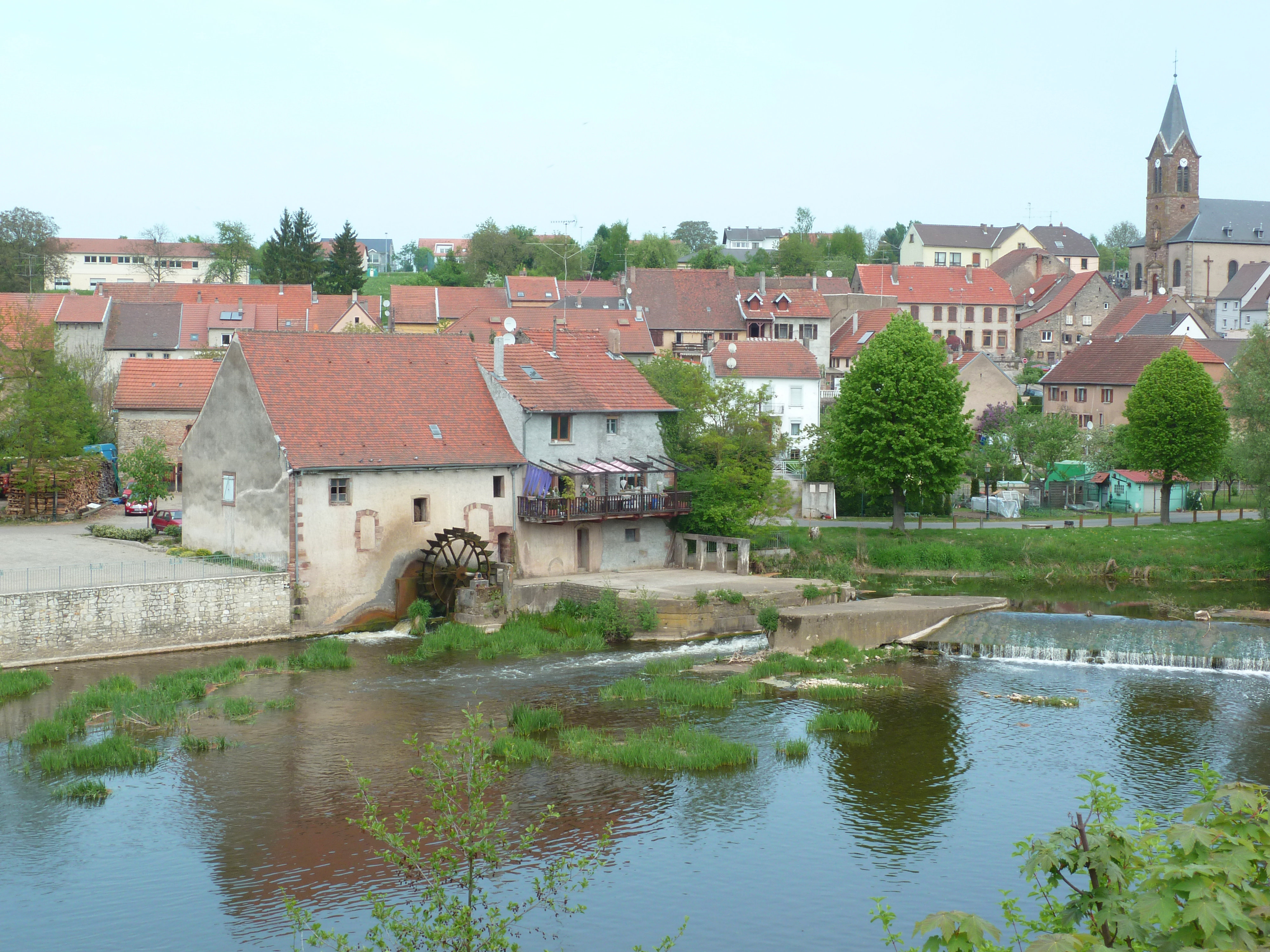
آسیاب آبی شهر

آنسمینگه (به فرانسوی: Sarreinsming) یک کمون در فرانسه است که در Canton of Sarreguemines-Campagne واقع شده‌است.

## خصوصیات
آنسمینگه ۶٫۹۸ کیلومترمربع مساحت و ۱٬۲۹۴ نفر جمعیت دارد.